# Заместитель руководителя Администрации президента России
Должность заместителя руководителя Администрации президента Российской Федерации введена в 1993 году, хотя ещё в 1991 году управляющий делами Администрации президента РСФСР А. И. Третьяков назначался первым заместителем руководителя Администрации президента РСФСР.
Ниже приведен список лиц, занимавших должности первого заместителя и заместителя руководителя Администрации президента Российской Федерации с 1993 г. После даты стоит номер указа президента Российской Федерации, которым было произведено назначение или освобождение от должности.
Указом президента Российской Федерации от 7 мая 2000 г. № 835 (после вступления в должность президента В. В. Путина) были приняты заявления первого заместителя и заместителей руководителя Администрации президента об освобождении от занимаемых должностей и поручено им впредь до сформирования Администрации президента и осуществления в установленном порядке назначений на данные должности исполнять свои обязанности.
Указом президента Российской Федерации от 30 апреля 2008 г. № 634 установлено, что замещение должностей федеральной государственной гражданской службы в Администрации президента, назначение на которые производится президентом Российской Федерации, осуществляется федеральными государственными гражданскими служащими в течение срока исполнения президентом Российской Федерации своих полномочий (т.о. с момента вступления в должность президента Д. А. Медведева 7 мая 2008 г. заместители руководителя Администрации президента освобождались от своих должностей без принятия каких-либо специальных правовых актов).
Указом президента Российской Федерации от 7 мая 2008 г. № 718 федеральным государственным гражданским служащим Администрации президента, назначенным на должности президентом Российской Федерации, прекратившим исполнение своих полномочий, поручено временно исполнять обязанности по замещаемым ими должностям впредь до осуществления президентом Российской Федерации соответствующих назначений.

## Первые заместители руководителя Администрации президента Российской Федерации
1. Третьяков Александр Иванович, первый заместитель руководителя Администрации президента РСФСР, управляющий делами Администрации президента РСФСР (7 сентября 1991 г., № 101 — 18 ноября 1991 г., № 218)
2. Красавченко Сергей Николаевич (16 июня 1993 г., № 929 — 7 августа 1996 г., № 1142)
3. Зайцев Владимир Яковлевич, начальник Контрольного управления президента Российской Федерации (27 января 1995 г., № 76 — 14 февраля 1996 г., № 196): Положением о Контрольном управлении президента Российской Федерации, утверждённым указом президента Российской Федерации от 24 мая 1994 г. № 1015, установлено, что начальник управления является по должности первым заместителем руководителя Администрации президента Российской Федерации
4. Казаков Александр Иванович (19 июля 1996 г., № 1046 — 13 ноября 1997 г., № 1220)
5. Яров Юрий Фёдорович (28 марта 1997 г., № 273 — 7 декабря 1998 г., № 1490)
6. Путин Владимир Владимирович (25 мая 1998 г., № 575 — 25 июля 1998 г., № 886)
7. Сысуев Олег Николаевич (16 сентября 1998 г., № 1108 — 22 июня 1999 г., № 807)
8. Шабдурасулов Игорь Владимирович (3 сентября 1999 г., № 1152 — 7 мая 2000 г., № 835, и. о. до 15 июля 2000 г., № 1320)
9. Медведев Дмитрий Анатольевич (3 июня 2000 г., № 1014 — 30 октября 2003 г., № 1276)
10. Козак Дмитрий Николаевич (30 октября 2003 г., № 1277 — 9 марта 2004 г., № 316)
11. Сурков Владислав Юрьевич (12 мая 2008 г., № 756 — 27 декабря 2011 г , № 1688)
12. Володин Вячеслав Викторович (27 декабря 2011 г., № 1689, переназначен 21 мая 2012 г., № 672 — 5 октября 2016 г., № 524)
13. Громов Алексей Алексеевич (с 21 мая 2012 г., № 671, переназначен 13 июня 2018 г., № 306)
14. Кириенко Сергей Владиленович (с 5 октября 2016 г., № 525, переназначен 13 июня 2018 г., № 307)

## Заместители руководителя Администрации президента Российской Федерации
Те люди что впоследствии сами стали президентами выделены жирным.
1. Волков Вячеслав Васильевич (1 февраля 1993 г., № 158 — 12 августа 1996 г., № 1154)
2. Войков Андрей Иванович (5 февраля 1993 г., № 187 — 21 февраля 1994 г., № 360)
3. Антипов Владимир Серафимович, заместитель руководителя Администрации президента Российской Федерации (18 января 1996 г., № 63 — 10 февраля 1996 г., № 170), заместитель руководителя Администрации президента Российской Федерации — начальник Главного управления президента Российской Федерации по вопросам государственной службы и кадров (10 февраля 1996 г., № 170 — 18 октября 1996 г., № 1454)
4. Викторов Валерьян Николаевич, заместитель руководителя Администрации президента Российской Федерации — начальник Главного управления президента Российской Федерации по вопросам внутренней и внешней политики государства (31 января 1996 г., № 129 — 27 августа 1996 г., № 1271)
5. Орехов Руслан Геннадьевич, заместитель руководителя Администрации президента Российской Федерации — начальник Главного государственно-правового управления президента Российской Федерации (7 марта 1996 г., № 342 — 22 апреля 1999 г., № 523)
6. Яров Юрий Фёдорович (24 июля 1996 г., № 1088 — 28 марта 1997 г., № 273)
7. Бойко Максим Владимирович (1 августа 1996 г., № 1130 — 13 августа 1997 г., № 873)
8. Савостьянов Евгений Вадимович (1 августа 1996 г., № 1131 — 7 декабря 1998 г., № 1487)
9. Кудрин Алексей Леонидович, заместитель руководителя Администрации президента Российской Федерации — начальник Главного контрольного управления президента Российской Федерации (1 августа 1996 г., № 1132 — 26 марта 1997 г., № 264)
10. Семенченко Валерий Павлович, заместитель руководителя Администрации президента Российской Федерации — заведующий Канцелярией президента Российской Федерации (9 августа 1996 г., № 1148 — 3 января 2000 г., № 3)
11. Лившиц Александр Яковлевич (18 марта 1997 г., № 254 — 18 августа 1998 г., № 982)
12. Путин Владимир Владимирович, заместитель руководителя Администрации президента Российской Федерации — начальник Главного контрольного управления президента Российской Федерации (26 марта 1997 г., № 265 — 25 мая 1998 г., № 575)
13. Ястржембский Сергей Владимирович, заместитель руководителя Администрации президента Российской Федерации — пресс-секретарь президента Российской Федерации (28 марта 1997 г., № 272 — 12 сентября 1998 г., № 1095)
14. Огарев Алексей Викторович (6 июня 1997 г., № 555 — 2 февраля 1999 г., № 170)
15. Комиссар Михаил Витальевич (14 августа 1997 г., № 884 — 7 декабря 1998 г., № 1486)
16. Митина Виктория Александровна (20 ноября 1997 г., № 1248 — 25 мая 1998 г., № 572)
17. Шабдурасулов Игорь Владимирович (25 мая 1998 г., № 576 — 28 августа 1998 г., № 998)
18. Шевченко Владимир Николаевич, заместитель руководителя Администрации президента Российской Федерации — руководитель протокола президента Российской Федерации (11 августа 1998 г., № 946 — 3 января 2000 г., № 1)
19. Патрушев Николай Платонович, заместитель руководителя Администрации президента Российской Федерации — начальник Главного контрольного управления президента Российской Федерации (11 августа 1998 г., № 947 — 5 октября 1998 г., № 1182)
20. Волошин Александр Стальевич (12 сентября 1998 г., № 1096 — 19 марта 1999 г., № 372)
21. Приходько Сергей Эдуардович, заместитель руководителя Администрации президента Российской Федерации (14 сентября 1998 г., № 1097 — 2 февраля 1999 г., № 171), заместитель руководителя Администрации президента Российской Федерации — начальник Управления президента Российской Федерации по внешней политике (2 февраля 1999 г., № 171 — 7 мая 2000 г., № 835; 4 июня 2000 г., № 1023 — 26 марта 2004 г., № 410)
22. Якушкин Дмитрий Дмитриевич, заместитель руководителя Администрации президента Российской Федерации — пресс-секретарь президента Российской Федерации (15 сентября 1998 г., № 1102 — 3 января 2000 г., № 5)
23. Поллыева Джахан Реджеповна (16 сентября 1998 г., № 1103 — 7 мая 2000 г., № 835; 4 июня 2000 г., № 1021 — 26 марта 2004 г., № 409)
24. Лисов Евгений Кузьмич, заместитель руководителя Администрации президента Российской Федерации — начальник Главного контрольного управления президента Российской Федерации (14 октября 1998 г., № 1259 — 7 мая 2000 г., № 835; 4 июня 2000 г., № 1022 — 12 января 2004 г., № 11)
25. Макаров Владимир Викторович (7 декабря 1998 г., № 1489 — 3 января 2000 г., № 6)
26. Зверев Сергей Александрович (12 мая 1999 г., № 583 — 3 августа 1999 г., № 975)
27. Сурков Владислав Юрьевич, заместитель руководителя Администрации президента Российской Федерации (3 августа 1999 г., № 976 — 7 мая 2000 г., № 835; 4 июня 2000 г., № 1020 — 26 марта 2004 г., № 404), заместитель руководителя Администрации президента Российской Федерации — помощник президента Российской Федерации (26 марта 2004 г. № 404 — 7 мая 2008 г.)
28. Абрамов Александр Сергеевич (7 декабря 1999 г., № 1611 — 7 мая 2000 г., № 835; 4 июня 2000 г., № 1018 — 26 марта 2004 г., № 406)
29. Сечин Игорь Иванович, заместитель руководителя Администрации президента Российской Федерации (31 декабря 1999 г., № 1765 — 7 мая 2000 г., № 835; 4 июня 2000 г., № 1019 — 26 марта 2004 г., № 405), заместитель руководителя Администрации президента Российской Федерации — помощник президента Российской Федерации (26 марта 2004 г., № 405 — 7 мая 2008 г.[1])
30. Медведев Дмитрий Анатольевич (31 декабря 1999 г., № 1766 — 7 мая 2000 г., № 835)
31. Иванов Виктор Петрович (5 января 2000 г., № 15 — 7 мая 2000 г., № 835; 4 июня 2000 г., № 1017 — 26 марта 2004 г., № 408)
32. Козак Дмитрий Николаевич (4 июня 2000 г., № 1024 — 30 октября 2003 г., № 1277)
33. Шувалов Игорь Иванович (30 октября 2003 г., № 1278 — 26 марта 2004 г., № 411)
34. Назаров Валерий Львович, заместитель руководителя Администрации президента Российской Федерации — начальник Главного контрольного управления президента Российской Федерации (12 января 2004 г., № 12 — 12 марта 2004 г., № 349)
35. Громов Алексей Алексеевич (12 мая 2008 г., № 757 — 21 мая 2012 г., № 671)
36. Беглов Александр Дмитриевич (12 мая 2008 г., № 758 — 23 мая 2012 г., № 704)
37. Вайно Антон Эдуардович (22 мая 2012 г., № 690 — 12 августа 2016 г., № 406)
38. Песков Дмитрий Сергеевич, заместитель Руководителя Администрации Президента Российской Федерации — пресс-секретарь Президента Российской Федерации (с 22 мая 2012 г., № 691, переназначен 13 июня 2018 г., № 310)
39. Магомедов Магомедсалам Магомедалиевич (с 28 января 2013 г., № 43, переназначен 13 июня 2018 г., № 308)
40. Островенко Владимир Евгеньевич (с 12 августа 2016 г., № 407, переназначен 13 июня 2018 г., № 309)
41. Орешкин Максим Станиславович (с 14 мая 2024 г., № 896)

Положением о полномочном представителе президента Российской Федерации в Федеральном собрании, утверждённым распоряжением президента от 30 марта 1994 г. № 163-рп (признано утратившим силу указом президента от 10 февраля 1996 г. № 169), было установлено, что полномочный представитель президента в Федеральном собрании является по должности заместителем руководителя Администрации президента.
Положением о полномочных представителях президента Российской Федерации в палатах Федерального собрания Российской Федерации, утверждённым указом президента от 9 марта 1996 г. № 351 (признано утратившим силу указом президента от 22 июня 2004 г. № 792), было установлено, что полномочный представитель президента в Совете Федерации и полномочный представитель президента в Государственной думе являются по должности заместителями руководителя Администрации президента.
Положениями о полномочном представителе президента Российской Федерации в Конституционном суде Российской Федерации, утверждёнными указами президента от 5 июля 1995 г. № 668 и от 31 декабря 1996 г. № 1791, было установлено, что полномочный представитель президента в Конституционном суде является по должности заместителем руководителя Администрации президента (эта норма признана утратившей силу указом президента от 28 июня 2005 г. № 736).
Указом президента от 9 марта 1996 г. № 349 (признан утратившим силу указом президента от 31 августа 1998 г. № 1025с) было установлено, что начальник Главного управления специальных программ президента Российской Федерации приравнивается по статусу к заместителю руководителя Администрации президента Российской Федерации.
Положением о Главном управлении казачьих войск при президенте Российской Федерации, утверждённым указом президента от 16 апреля 1996 г. № 562 (признано утратившим силу указом президента от 11 декабря 1996 г. № 1673), было установлено, что начальник Главного управления приравнивается по статусу к заместителю руководителя Администрации президента Российской Федерации.